# 少女天使みるきゅーと
『少女天使みるきゅーと』（しょうじょてんしみるきゅーと）は菊田みちよによる日本の漫画。

## 概要
ひょんなことからロリータ・ファッションを身につつんだ天使に変身し、悪魔を倒すハメになった少女の活躍を描いた作品。｢魔法少女もの｣、｢ロリータ・ファッション｣と、作者の趣味が全面的に押し出されていた。
講談社の漫画雑誌『なかよし』にて、2005年10月号から2006年7月号まで連載された（2006年4月号は休載）。また、『なかよし』の増刊枠『なかよしラブリー』2006年夏の号に、「まもって!ロリポップ」（まもロリ）シリーズとのコラボレーション作品が掲載されたことがあった。
「まもロリ」がアニメ化されたことに伴い、「もどって!まもって!ロリポップ」として連載が再開されたため、そのあおりを食らった形での終了だった。最終回についてはあくまでも「第1部 完」ということになっているが、『なかよし』2012年9月号時点で連載再開のメドは立っていない。

## 登場キャラクター

### 少女天使
天野 美羽（あまの みう）
主人公。天界生物である、ふっくん（フランソワ＝ド＝ミエール三世）の力により「少女天使みるきゅーと」に変身する。初めこそは戸惑っていたが、ふっくんを父の残した唯一の手掛かりとして少女天使になることを決意する。
ふっくん/フランソワ＝ド＝ミエール三世（フランソワ ド ミエールさんせい）
天界生物。美羽にみるきゅーとになる力を与えた。自称「天界のネコの貴公子」。
くどい名前ゆえ、作中では「ふっくん」という愛称で呼ばれる。
天界生物になる前は美羽の母・チヤ子がかつて飼っていた「うんP」という猫だった。
水上院 瀬魚（すいじょういん セナ）
美羽の親友。愛称「セナ」。美人で優しく、頭が良い。誰よりも美羽のことが大好きな友達思いの性格。しかし、その思いが暴走してしまうことが多い。空手道場の跡取りで、黒帯取得者。
以前はショートヘアにボーイッシュな容姿で、周囲から浮いた存在だったが、社会の授業のレポートで美羽に声をかけられたことをきっかけに仲良くなった。
天界魚として生まれ変わったぎょいの力で「少女天使みるまりん」に変身し、美羽の手助けをする。
ぎょい
セナのパートナー。
かつて美羽の父が獲ってきた金魚だったが、美羽に飼われて10年ほど生きたのち、リールの力で天界魚として生まれ変わった。

### 悪魔
ラブトス/霧生 翼（きりゆう よく）
魔界から来た悪魔の少年。家はファッションブランド「B Enpire」を開いている。
天使である美羽を誘惑する目的で近付いたが、いつの間にか惹かれ始め、恋人同士になった。
パートナーのコロの力を借りて変身する。従兄弟のフェト（霧生絵跳）とは仲が悪い。
コロ
ラブトスのパートナーの犬で、彼が変身するための力を与える。
悪魔のパートナーだが、能力は天界生物と遜色が無い。臆病で鈍感かつ泣き虫な性格。
リリム/左端 利兎（さたん りと）
大魔王サタンの娘。翼に好意を寄せている。普段はおしとやかに振る舞う大和撫子だが、大魔王の娘ゆえ、実はかなり腹黒い性格。
ウサ吉
リリムのパートナー。語尾に「～ござる」をつけて喋る黒ウサギ。リリムへの忠誠心が強い。
トア/霧生 飛亜（きりゆう とあ）
ラブトス、キキとルルの兄。
キキ、ルル
ラブトス、トアの妹。
いつもトア（霧生 飛亜）の傍におり、彼の言うことしかきかない。
双子の姉妹で、キキの方が姉、妹のルルはチェスなどのゲームに強い。
フェト/霧生 絵跳（きりゆう えと）
霧生翼の従兄弟。中性的な外見かつ、トアに対してゲイに近い強い憧れを抱いており、夜中に女性用ランジェリーを着こんでトアの部屋に忍び込み、夜這いしようとしたことも。
チーコ
フェトのパートナー。語尾に「～ねね」をつけて喋るネズミ。コロのことが好き。

### 天界
風見 ラフィー（かざみ ラフィー）
四大天使の一人。風の天使ラファエル。
美羽達の通う中学校の養護教諭。リールに頼まれ、美羽達の護衛についた。
コッケ
天界鳥で、ニワトリの姿をしている。
『なかよし』誌上にて天界生物のアイディア募集の企画を行った際に生まれたキャラクター。
リール
四大天使の一人。水の天使ジブリール。
瀬魚に変身する力を与えた張本人。天界に住んでいる。
ミケ
天界生物。ふっくんの妹で、メイドを務めている。兄とは違い、猫耳を生やした人間の女性の姿をしている。

### 美羽の家族と関係者
天野 聖司（あまの せいじ）
天野チヤ子の義弟で、まだ高校生だが美羽の叔父に当たる青年。チヤ子にカメラの腕を買われ、ファッションブランド「milky cute」のカメラマンを時折務めている。
一人暮らしをしているが、その前は美羽と同居していた。
悪魔（主にトア）と関わると、発作と思われる謎の症状を見せるが詳細は不明。
天野 チヤ子（あまの チヤこ）
美羽の母。ファッションブランド「milky cute」のデザイナー。
天野 神（あまの じん）
美羽の父。5年前に逐電した。逐電する直前、美羽にふっくんが入った箱をプレゼントした。それ以来、毎年娘の誕生日には絵葉書を送っている。

## 書誌情報
菊田みちよ 『少女天使みるきゅーと』 講談社 〈講談社コミックスなかよし〉 既刊2巻（2012年8月現在）
1. 2006年3月6日発行、ISBN 978-4-06-364106-6
2. 2006年9月20日発行、ISBN 978-4-06-364122-6